# Vespula koreensis
Vespula koreensis  (лат.) — вид семейства настоящих ос.

## Распространение
Дальний Восток России (юг Амурской области, Еврейская АО, юг Хабаровского края, Приморский край), Корея, Китай, Индокитай, СВ Индия. (Matsumura, 1911; Курзенко, 1995, 2004).

## Описание
Длина самок 18—19 мм, рабочих — 14—16 мм, самцов — 15—17 мм. Промежуточный сегмент морщинистый.